# Varivți, Horodok
Varivți (în ucraineană Варівці) este o comună în raionul Horodok, regiunea Hmelnîțkîi, Ucraina, formată numai din satul de reședință.

## Demografie
Componența lingvistică a comunei Varivți
     Ucraineană (99,66%)
     Alte limbi (0,34%)
Conform recensământului din 2001, majoritatea populației comunei Varivți era vorbitoare de ucraineană (99,66%), existând în minoritate și vorbitori de alte limbi.